# Alexandre Oboukhov
Pour les articles homonymes, voir Oboukhov.
Alexandre Mikhaïlovitch Oboukhov (en russe : Алекса́ндр Миха́йлович Обу́хов) (5 mai 1918 – 3 décembre 1989) était un physicien russe et mathématicien en mathématiques appliquées connu pour ses contributions à la théorie statistique de la turbulence et la physique atmosphérique. Il fut l'un des fondateurs de la météorologie de la couche limite.
Il fut le directeur du département théorique de l'Institut astronomique Sternberg, un institut de recherche de l'Université d'État de Moscou.
Le papier fondamental d'Oboukhov (1946) sur une échelle de longueur pour les processus d'échange dans la couche de surface est la base théorique pour le développement de la théorie de la similitude de Monin-Obukhov en 1954,.
La théorie de la similarité de Monin-Obukhov et la longueur de Monin-Obukhov sont nommées en son honneur et en l'honneur de l'académicien russe Andreï Monine.

## Biographie
Oboukhov est né le 5 mai 1918 à Saratov, une ville située dans le bassin versant de la Volga. Il finit ses études secondaires en 1934. Il ne put passer l'examen d'entrée à Université d'État de Saratov car étant trop jeune.
En conséquence, il passa un an à l'observatoire météorologique de Saratov. Il rédigea et publia son premier papier scientifique en 1939. Ce papier récapitule les recherches effectuées à l'observatoire météorologique de Saratov.
Oboukhov effectua son travail de recherche doctoral à l'Université d'État de Moscou, sous la direction d'Andreï Kolmogorov.